# Chlorofyl

Absorptiespectrum van chlorofyl a (blauw) en b (rood)

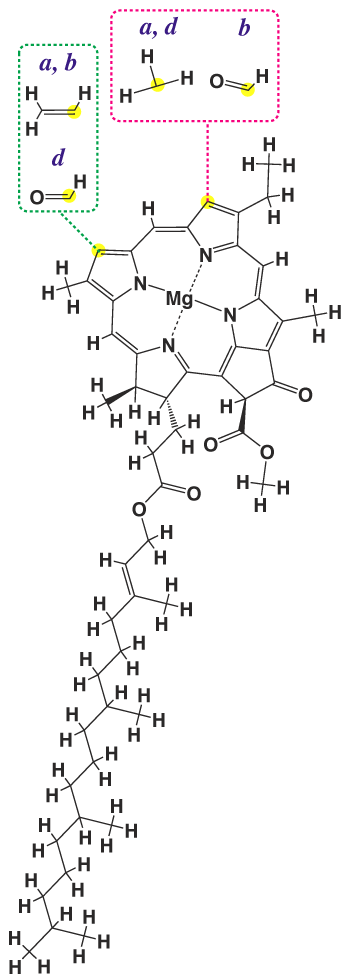
Gemeenschappelijke structuur van chlorofyl a en b

Chlorofyl of bladgroen is een fotosynthetisch pigment: een biologisch pigment dat fotosynthese mogelijk maakt. Bladgroen bevindt zich in de mesosomen van verschillende soorten eencellige blauwwieren en in de chloroplasten in de cellen van de viridiplantae, waartoe de groenwieren, de bruinwieren, en alle landplanten behoren. Chloroplasten geven de bladeren, en andere groene plantendelen (stengels) van planten hun groene kleur. Roodwieren hebben vergelijkbare rhodoplasten, die een rode kleur geven aan de planten.
Chlorofyl absorbeert bepaalde kleurenspectra uit zonlicht. De opgevangen zonne-energie wordt gebruikt voor de vorming van de covalente bindingen tussen de koolstof-, waterstof-, en zuurstofmoleculen die samen een glucose-molecuul vormen: zonne-energie wordt omgezet in chemische energie. Fotosynthese in chloroplasten is een biochemische reactie waarbij uit koolstofdioxide en water, glucose en zuurstof worden gevormd.
De vanuit chlorofyl kunstmatig bereide chemische verbinding chlorofylline is de kleurstof E140, die wordt gebruikt in geneesmiddelen en voedingsmiddelen.

## Chemische structuur
Chlorofyl werd in 1817 ontdekt door Joseph Caventou en Pierre Joseph Pelletier. Een eerste ruwe bepaling van het absorptiespectrum van chlorofyl werd uitgevoerd door Theodor Wilhelm Engelmann (proef van Engelmann). Chlorofyl is een stof die chemisch verwant is aan de ijzerbevattende porfyrineverbinding (beter bekend als heem of haem, een belangrijk bestanddeel van de rode bloedkleurstof hemoglobine). Midden in een chlorofylmolecuul bevindt zich een ion magnesium. De zijketens variëren enigszins met de soorten chlorofyl, afhankelijk van de plantensoort.
| Chlorofyl a:  | {\displaystyle {\ce {C55H72O5N4Mg}}} |
| Chlorofyl b:  | {\displaystyle {\ce {C55H70O6N4Mg}}} |
| Chlorofyl c1: | {\displaystyle {\ce {C35H30O5N4Mg}}} |
| Chlorofyl c2: | {\displaystyle {\ce {C35H28O5N4Mg}}} |
| Chlorofyl d:  | {\displaystyle {\ce {C54H70O6N4Mg}}} |
Chlorofyl a is altijd aanwezig maar de chlorofyllen b, c en d komen bij sommige groepen ook voor.

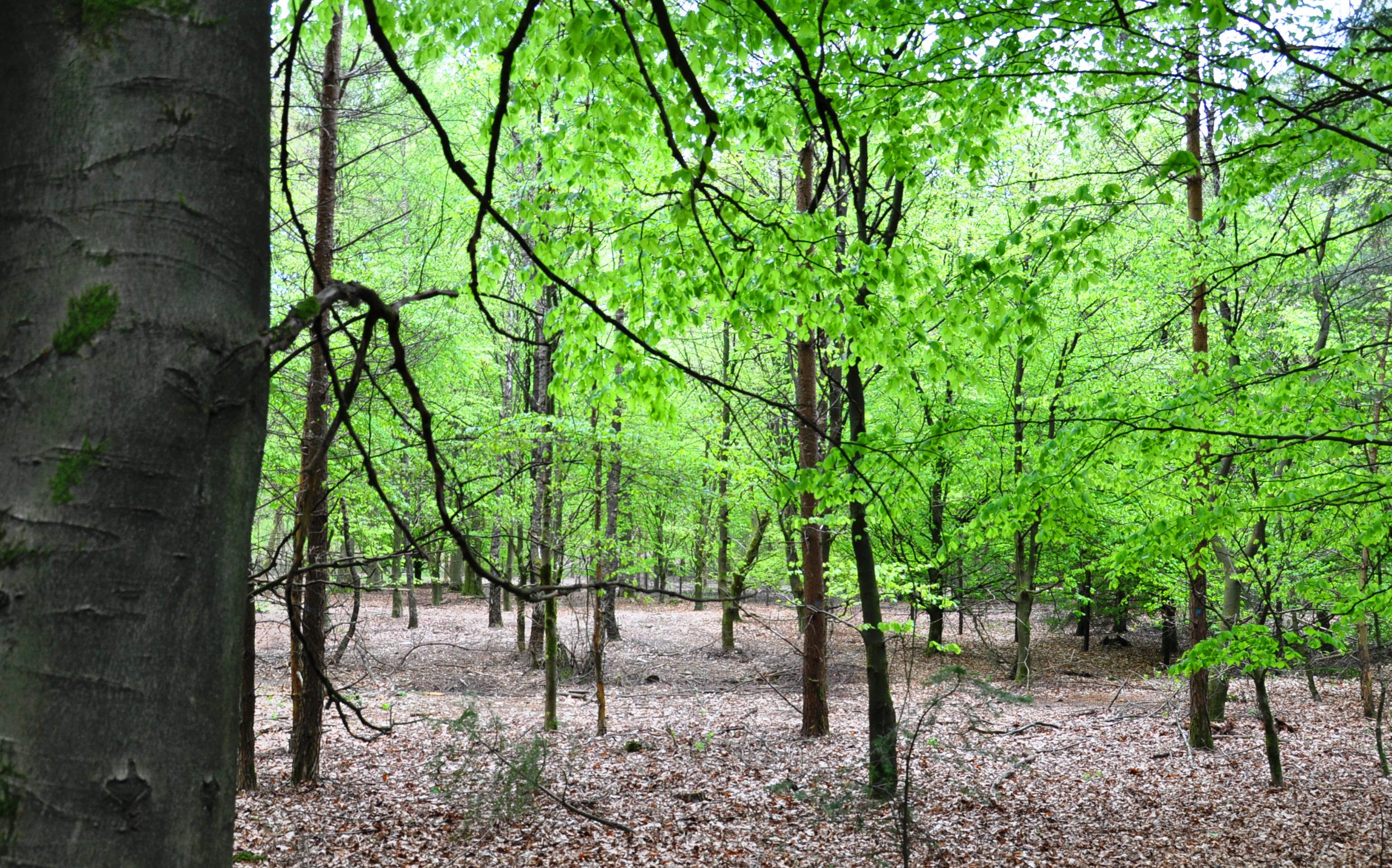
Boombladeren met chloroplasten met clorofyl
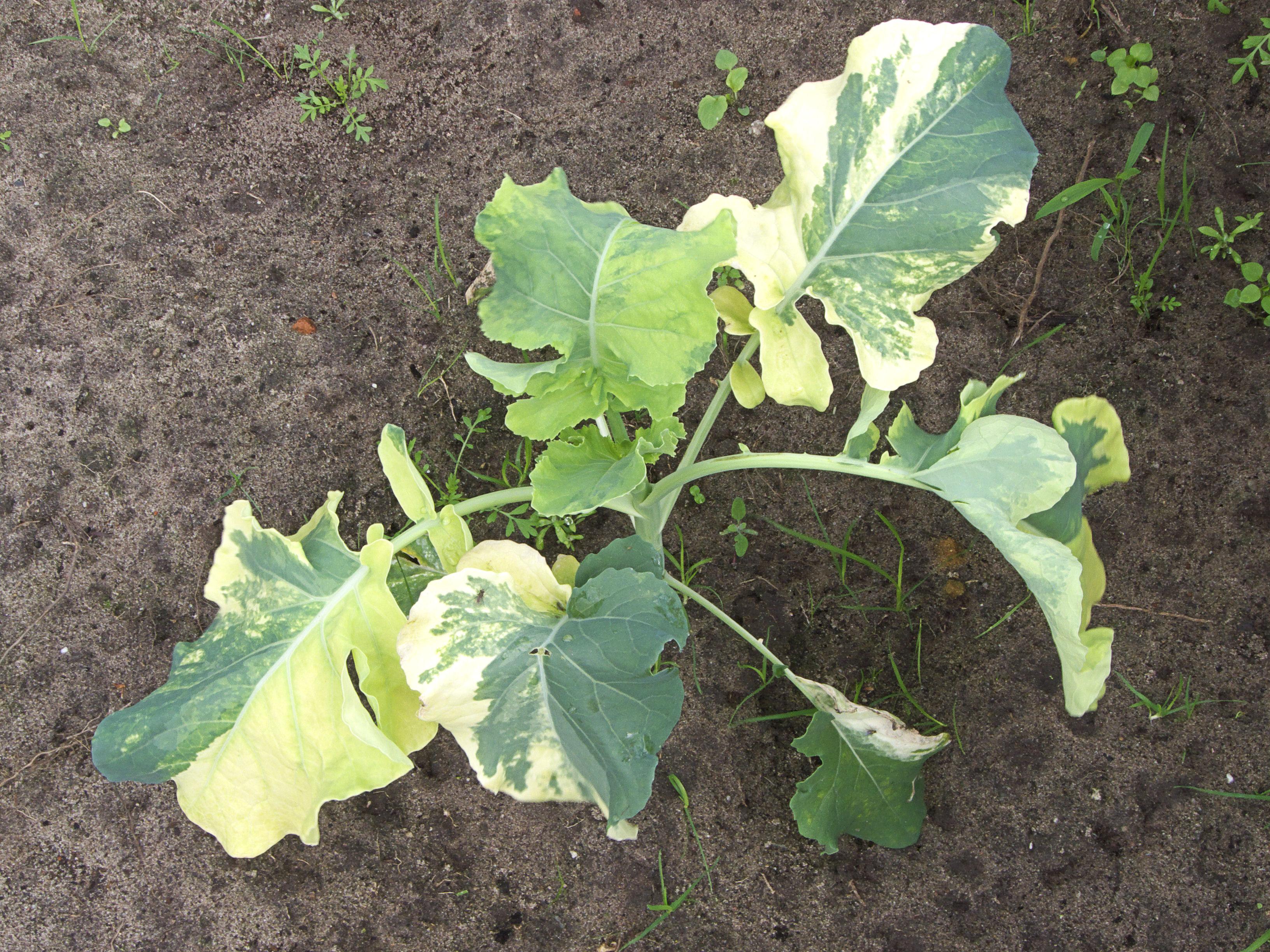
Chlorofyl chimeer bij broccoli

anoxygene fotosynthese · caroteen · carotenoïde · bladgroenkorrel · chloroplast · bladgroen · chlorofyl · fotosynthese · fotosynthetisch pigment · thylakoïde · xanthofyl
Archaeplastida · algen · blauwalgen · Elysia chlorotica
fotoautotroof · fototroof
lichtreacties · fotosysteem I · fotosysteem II · fotolyse van water · Calvincyclus · redoxreactie · rubisco
Jan Baptista van Helmont · Jan Ingenhousz · Joseph Priestley · Theodor Wilhelm Engelmann · Melvin Calvin